# Borové savany amerického jihovýchodu

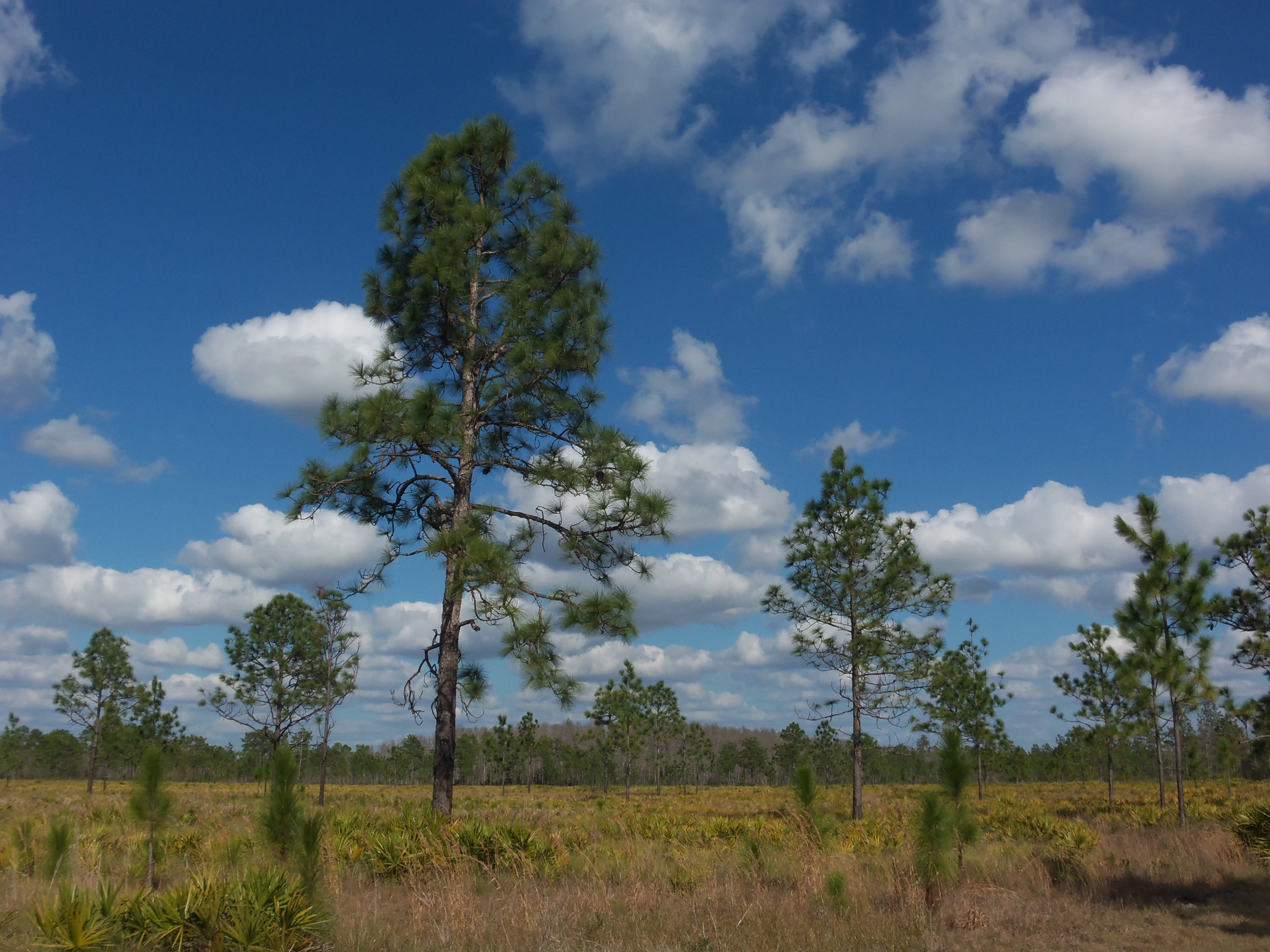
Borová savana s borovicí bahenní na Floridě

Borové savany jsou ekoregion, rozkládající se v nížinných oblastech jihovýchodu Spojených států amerických a tvořený řídkými porosty borovic. Převádá zde vlhké subtropické podnebí. Kdysi to byl jeden z dominantních ekosystémů celé Severní Ameriky, dnes zaujímá méně než čtvrtinu původního areálu. Degradace ekosystému je částečně způsobena nadměrnou těžbou dřeva, urbanizací a vyloučením požárů. Přestože je ekosystém v současnosti značně fragmentovaný, stále se v něm vyskytuje velká rozmanitost rostlinných a živočišných druhů, z nichž mnohé jsou endemické.

## Druhové složení

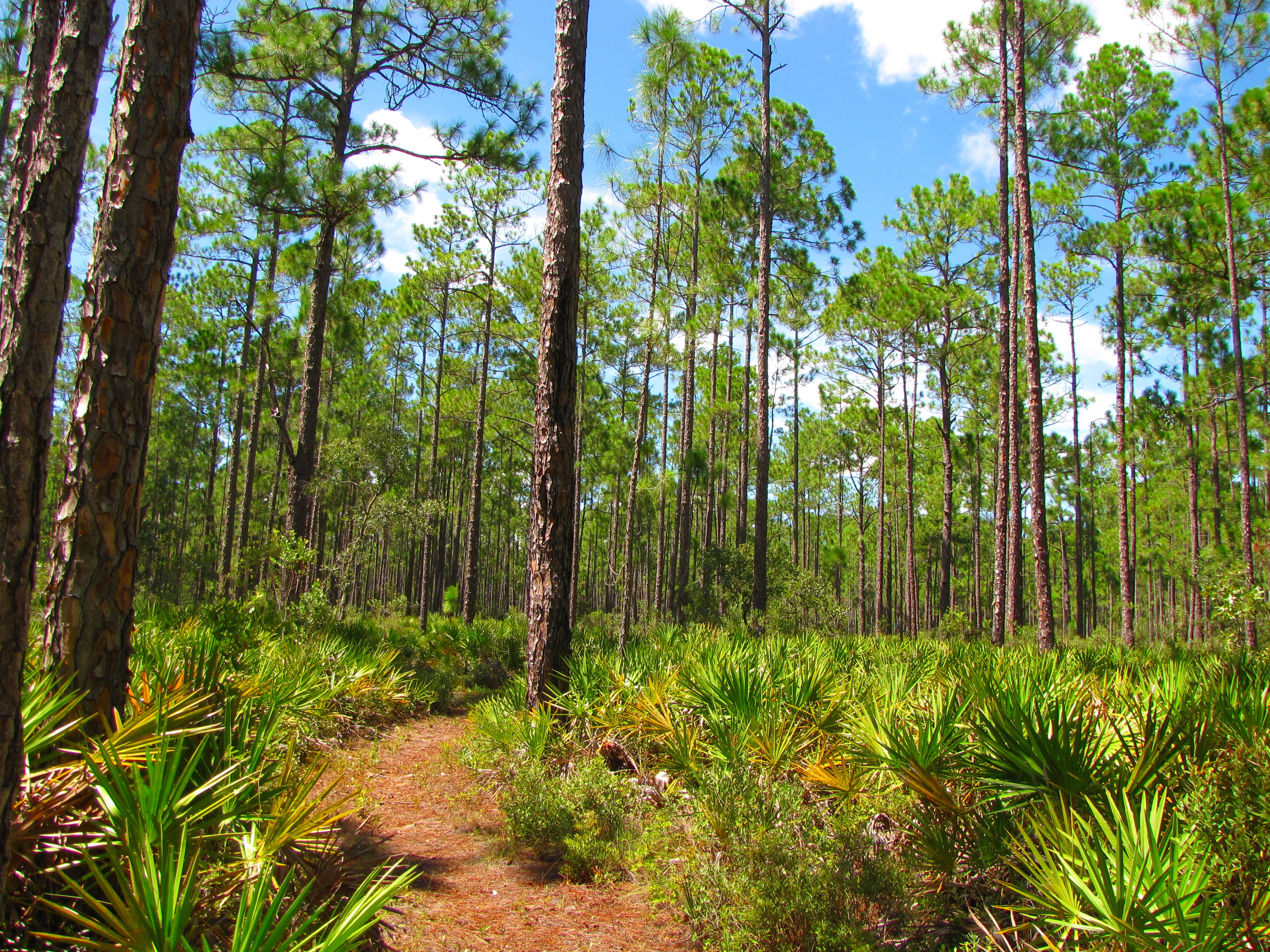
Les borovice Elliottovy s podrostem serenoy plazivé

Jde o jeden z druhově nejbohatších ekoregionů Severní Ameriky. Ve stromovém patře převládá borovice bahenní (Pinus palustris) a borovice Elliottova (Pinus elliotii), které tvoří řídké savanovité porosty. V podrostu je hojně zastoupena drobná palma serenoa plazivá (Serenoa repens), cesmína (Ilex glabra), lyonie (Lyonia fruticosa), brusnice Vaccinium myrsinites, keřovitý dub Quercus minima a další, vesměs dobře hořlavé stálezelené keře, spolu s velkou rozmanitostí bylinných druhů. Vyskytuje se zde řada orchidejí (např. druhy rodů Calopogon a Pogonia), graminoidů (např. hrotnosemenky nebo dominantní traviny Aristida beyrichiana a Aristida stricta) a masožravých rostlin (např. mnoho druhů špirlic).
Pro tento biotop je typická také řada vzácných a ohrožených živočichů, včetně datlíka Picoides borealis, želvy myší (Gopherus polyphemus) a různých druhů mloků (Ambystoma cingulatum, Notophthalmus perstriatus).

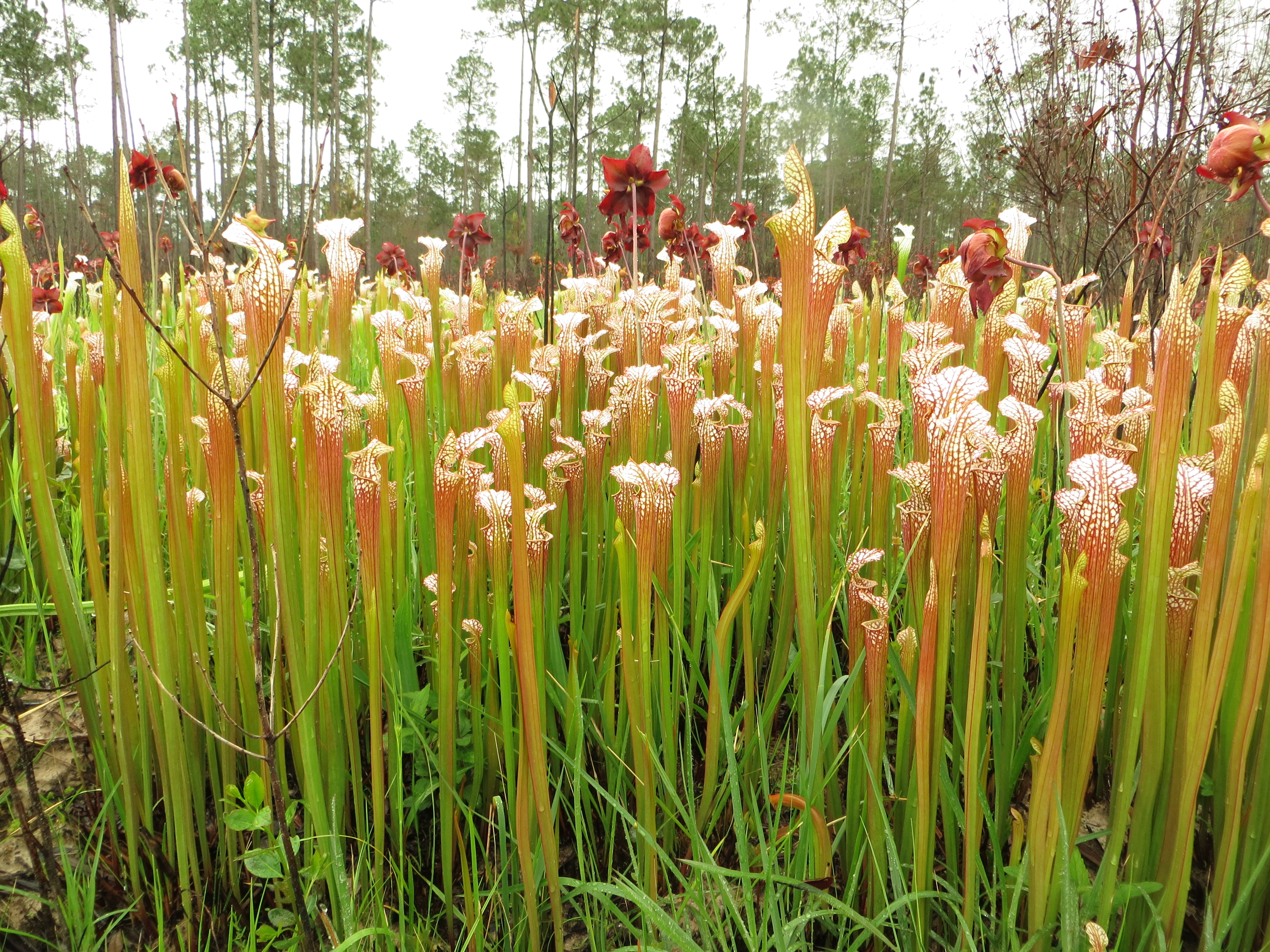
Porost špirlice Sarracenia leucophylla v Alabamě

## Ekologický režim
Klíčovým faktorem udržujícím tento typ biotopu a jeho druhové složení jsou opakované požáry, ideálně každé 1 až 3 roky, které zabraňují invazi jiných druhů dřevin na stanoviště, které by borovici bahenní konkurovaly. Borovice bahenní se vyznačuje silnou borkou, která jí pomáhá požárům odolávat. Desetiletí vyloučení požárů na jihovýchodě přispělo k úbytku tohoto typu společenstva.
Druhým klíčovým faktorem je vlhkost. Vlhké borové savany mají celkově více druhů než suché; rozšíření jednotlivých druhů v rámci savan úzce souvisí s vlhkostním režimem půdy. Dočasná jezírka a průsakové plochy jsou proto rozhodujícím faktorem ovlivňujícím druhové složení rostlin. Na vlhčí místa jsou vázány například orchideje a masožravky, ale i tato vlhčí místa v období sucha hoří, což umožňuje regeneraci druhů.

## Ohrožení a ochrana
V minulosti v těchto lesích zcela převládala borovice bahenní, která se může dožívat až 500 let. Rozsáhlá nadměrná těžba ve spojení se škodlivými lesnickými postupy, jako je její nahrazování rychleji rostoucí borovicí kadidlovou (Pinus taeda), drasticky snížila rozsah tohoto ekosystému. Hrozbou je též potlačování přirozeného režimu požárů. Obnovením požárů a přirozeného záplavového režimu je však možné obnovit malé plochy stanoviště. Do takových projektů se zapojily některé soukromé organizace.
Některé z největších zbývajících oblastí tohoto typu stanoviště se nacházejí v De Soto National Forest, okolo letecké základny Eglin a v Apalachicola National Forest.